# Partido Mandato Nacional
El Partido del Mandato Nacional (en indonesio: Partai Amanat Nasional), frecuentemente abreviado como PAN, es un partido político de base islámicaen Indonesia.
Fue fundado por la corriente modernista de la sociedad musulmana en Indonesia, incluido Amien Rais, el presidente de la organización Muhammadiyah, durante la Revolución Indonesia. El partido participó en las elecciones de 2009 bajo la presidencia de Sutrisno Bachir.Se lo describe como un partido musulmán nacionalista.También defiende la doctrina Pancasila.
En 2014, el partido obtuvo el 7,59 por ciento del voto popular, lo que supone un aumento respecto del 6,03 por ciento en 2009 y el 6,44 por ciento en 2004.El PAN es actualmente el partido gobernante en Célebes Suroriental.

## Resultados electorales

### Resultados legislativos
| Elección | Líder           | Escaños | Votos      | Porcentaje | Crecimiento · Decrecimiento | Estatus                           |
| -------- | --------------- | ------- | ---------- | ---------- | --------------------------- | --------------------------------- |
| 1999     | Amien Rais      | 34/500  | 7,528,956  | 7.12%      | 34                          | Gobierno de coalición             |
| 2004     | Amien Rais      | 53/550  | 7,303,324  | 6.44%      | 19                          | Gobierno de coalición             |
| 2009     | Sutrisno Bachir | 46/560  | 6,273,462  | 6.01%      | 7                           | Gobierno de coalición             |
| 2014     | Hatta Rajasa    | 49/560  | 9,481,621  | 7.59%      | 3                           | Oposición (2014–2015, 2018–2019)  |
| 2014     | Hatta Rajasa    | 49/560  | 9,481,621  | 7.59%      | 3                           | Gobierno de coalición (2015–2018) |
| 2019     | Zulkifli Hasan  | 44/575  | 9,572,623  | 6.84%      | 5                           | Oposición (2019–2021)             |
| 2019     | Zulkifli Hasan  | 44/575  | 9,572,623  | 6.84%      | 5                           | Gobierno de coalición (2021–2024) |
| 2024     | Zulkifli Hasan  | 48/580  | 10,984,639 | 7.24%      | 4                           | Gobierno de coalición             |

### Resultados presidenciales
| Elección | Candidato                | Compañero de fórmula   | Votos      | Porcentaje | Resultados |
| -------- | ------------------------ | ---------------------- | ---------- | ---------- | ---------- |
| 2004     | Amien Rais               | Siswono Yudo Husodo    | 17,392,931 | 14.66%     | Eliminado  |
| 2009     | Susilo Bambang Yudhoyono | Boediono               | 73,874,562 | 60.80%     | Electo     |
| 2014     | Prabowo Subianto         | Hatta Rajasa           | 62,576,444 | 46.85%     | Derrotado  |
| 2019     | Prabowo Subianto         | Sandiaga Uno           | 68,650,239 | 44.50%     | Derrotado  |
| 2024     | Prabowo Subianto         | Gibran Rakabuming Raka | 96,214,691 | 58.59%     | Electo     |